# Рея Сильвия (повесть)
«Рея Сильвия: Повесть из жизни VI века» — рассказ (или повесть) В. Я. Брюсова, посвящённый закату древнеримской цивилизации. Замысел возник у писателя во время создания романа «Юпитер поверженный», работа над которым прервалась навсегда. В 1914 году повесть была опубликована в журнале «Русская мысль» и вышла отдельным изданием в 1916 году. После 1980-х годов неоднократно переиздавалась.
Накануне вторжения лангобардов в Италию на руинах Рима дочь переписчика рукописей Мария вообразила себя Реей Сильвией. Ещё раньше она перечитала все рукописи, хранившиеся в доме и выстроила в своём сознании вымышленную древнеримскую историю. Увидев в руинах Золотого дворца Нерона барельеф с Реей Сильвией, она постоянно возвращается к нему. Встретив готского юношу Теодата, скрывающегося от византийских властей, Мария воображает его богом Марсом и думает, что станет матерью новых Ромула и Рема. Вскоре Теодат исчезает, а Мария чувствует, что внутри неё зародилась новая жизнь. Узнав, что Теодата запытали до смерти, приняв за лазутчика, Мария теряет ребёнка и бросается в воды Тибра.

## Содержание

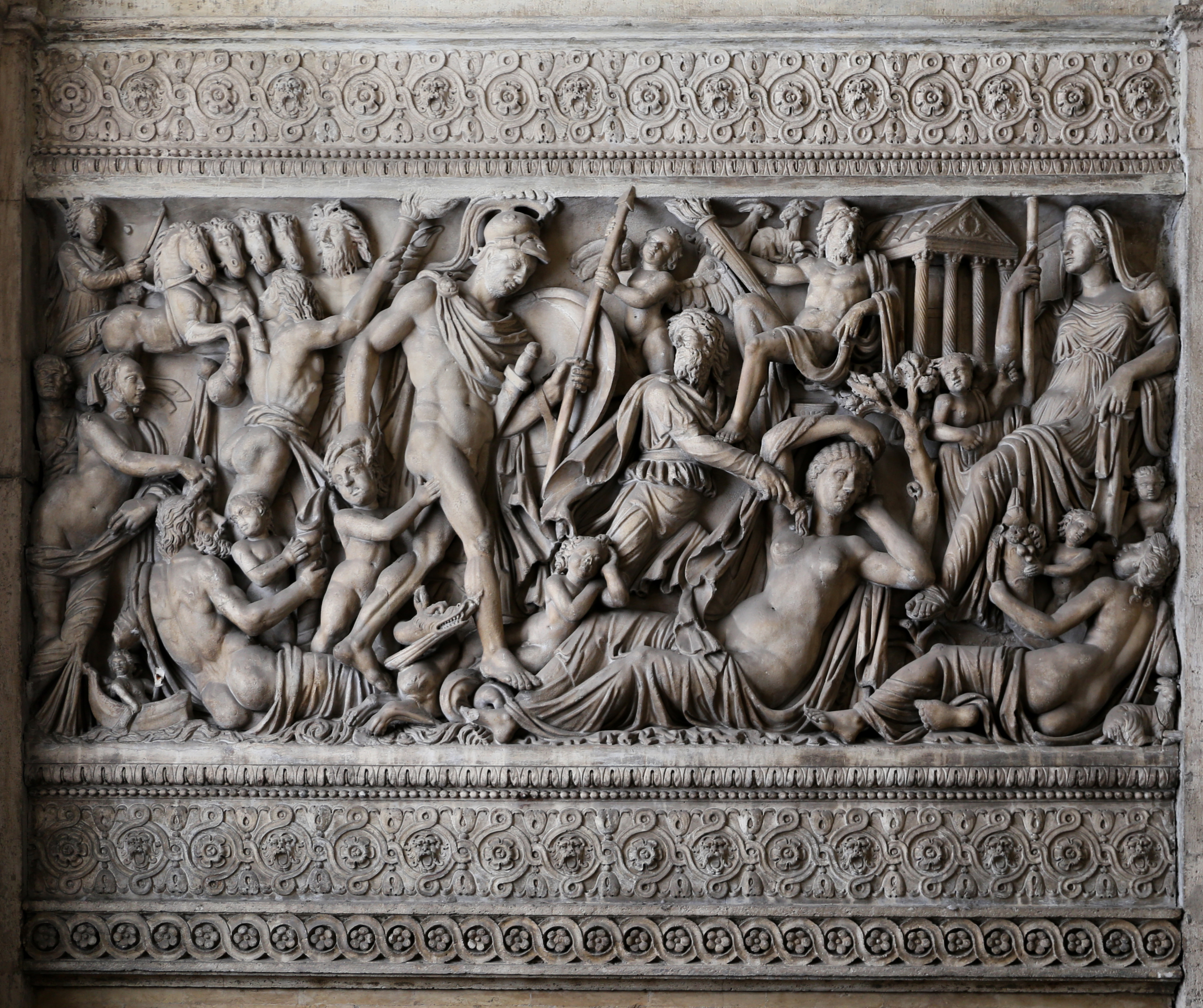
Рельефы на саркофаге III века, с изображениями Марса и Реи Сильвии

Действие рассказа разворачивается между 546—568 годами в полуразрушенном Риме, последовательно опустошаемом во время войн готов и Византии. Структурно текст состоит из семи главок и эпилога. Главной героиней является Мария — дочь переписчика рукописей. Удручённая ничтожеством окружающего мира, она мечтает о прекрасном прошлом, в котором всё представляется ей привлекательным и благополучным. Она стремится не обращать внимания на жестокую современность. Любимыми героями её являются бог Вакх и второй основатель Рима Камилл, Цезарь, «вознесшийся звездой на небо», и «мудрейший из людей» Диоклетиан, и даже «несчастнейший из великих» Ромул Августул. Мария полностью отгородилась книжными грёзами от действительности и жила в созданном ею самой мире. Во время странствий по руинам Вечного Города она набрела на руины Золотого дворца Нерона и, любуясь древним барельефом с изображением весталки Реи Сильвии, опознала в ней саму себя. Там же, на руинах, встретила она юношу-гота Теодата, которому грозила смерть, и вообразила его богом Марсом. Постепенно своими бредовыми измышлениями она заразила и юношу, и даже став любовниками, они никогда не пытались встречаться где-либо, кроме руин Золотого дворца. Потом он исчез. Мария-Рея понесла дитя, которое воображала новыми Ромулом и Ремом, но потеряла его трёхмесячным, узнав, что Теодата схватили, когда он выбирался из руин, и запытали, приняв за лазутчика готов. Чуть оправившись, Мария бросилась в Тибр, в точности повторив судьбу Реи Сильвии. Рассказ завершается авторским напутствием:

Бедная девочка! Бедная весталка, нарушившая свой обет! Хочется верить, что, бросаясь в холодные объятия воды, ты была убеждена, что твои дети, близнецы Ромул и Рем, сосут в эту минуту тёплое молоко волчицы и в свое время возведут первый вал будущего Вечного Города. Если в минуту смерти ты не сомневалась в этом, может быть, ты была счастливее всех других в этом жалком, полуразрушенном Риме, на который уже двигались с Альп полчища диких лангобардов!

## История создания и публикации
Интерес В. Я. Брюсова к Риму эпохи упадка сопровождал всю его творческую биографию. Первое его обращение к этой тематике относится к 1894 году, когда писатель работал над так и не завершённым романом «Грань», посвящённым заговору против Валентиниана III в 455 году. На новом этапе своего творчества, в 1911—1912 годах, Брюсов опубликовал роман «Алтарь Победы», посвящённый событиям конца IV века, и приступил к написанию его продолжения — «Юпитер поверженный». В процессе работы над романом и был написан рассказ, посвящённый безумной девушке, которая вообразила себя родоначальницей римского народа.
Впервые «Рея Сильвия» была напечатана в № 6 журнала «Русская мысль» за 1914 год с подзаголовком «Рассказ из жизни VI века». Отдельное издание (вместе с рассказом «Элули») последовало в 1916 году в серии «Универсальная библиотека», по которому текст печатался в изданиях советского времени.

## Литературные особенности

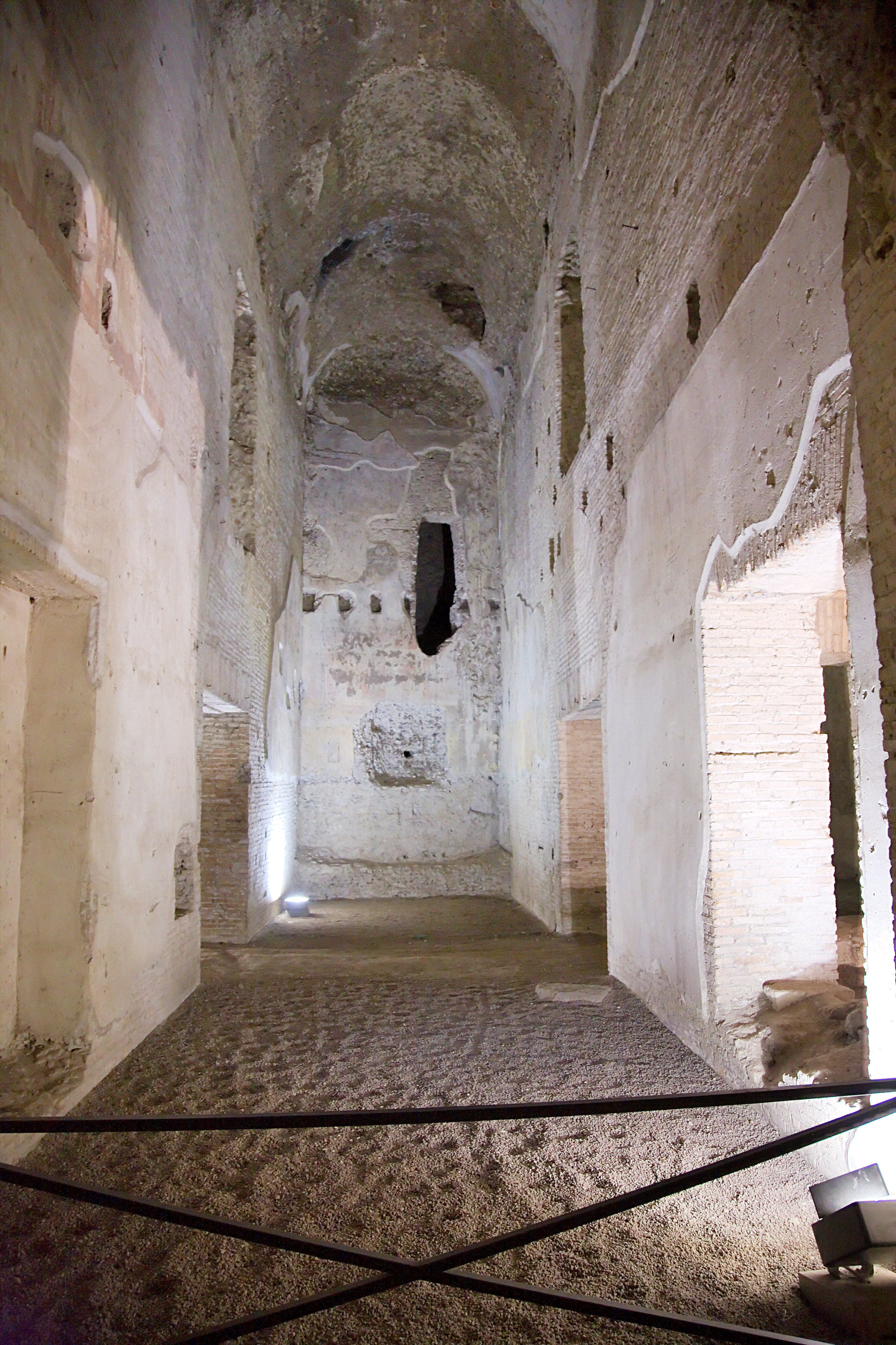
Подземные залы Золотого дворца Нерона

Современные литературоведы более всего обращают внимание на мифологическую и апокрифическую сторону античной трилогии Брюсова. В этом отношении «Рея Сильвия» В. Тузковым именуется «этюдом на полях „римских романов“ писателя»; признаётся, что этот текст в творческом его наследии является малоизученным. Завязкой сюжетного конфликта является отождествление полубезумной Марии с Реей Сильвией, которой предшествует обширная экспозиция, описание разрушенного Рима. Двойственность пространственно-временного положения Рима VI века (великолепие прошлого — ничтожество настоящего) служит источником раздвоения личности Марии. Как явствует из авторского описания, она создала «свою историю Рима, ничем не похожую на ту, которую рассказывал когда-то красноречивый Ливий, а потом другие историки и анналисты…» Её реальность — ирреальна, это пустое, мёртвое пространство, которое наполняется смыслами и образами исключительно в воображении. Книги некому продать, вдова Боэция просит подаяния. Римская культура жива только в больном сознании героини. Композиционным и пространственным центром повести является Золотой дом Нерона. Консультант Брюсова — историк и антиковед А. И. Малеин — в этом контексте утверждал, что «повесть интересна и с археологической стороны». Проводя аналогии с современностью, он предлагал представить, какое впечатление Золотой дом производил на героев рассказа, если по размерам он напоминал «Царское Село в центре Петербурга или Версаль в середине Парижа». В подземной зале Мария находит символ возрождения Вечного Города — барельеф с изображением Реи Сильвии. «Диалог с мёртвыми» достигает своего апогея — он приносит Марии мучительную смерть. Однако автор утверждает, что именно в этом её счастье: лицезрение того, как миф и мир сливаются воедино.
По мнению В. Тузкова, помимо собственных римских штудий Брюсова, одним из важнейших литературных прототипов «Реи Сильвии» был пушкинский «Медный Всадник», поскольку в рассказе Брюсова преломились все его ключевые мотивы, включая катастрофическое мироощущение. Если Петербургу порабощённая им природа мстит наводнением, то Вечный Город сносят с лица земли порабощённые им варварские племена. Сюжетному диалогу «Медный всадник — Евгений» полностью отвечает общение мраморной Реи Сильвии с Марией. Системы образов цитируют друг другу. Безумие героев — Евгения и Марии — изображается как постепенное погружение в ирреальный мир, который сам деформирует реальность: Марию поглощает мания величия. Участь безумца предрешена: происходят утрата связи с реальностью и смерть в водах реки. Во время жизни Брюсова эта двойственность накладывалась на аналогии между судьбами Российской и Римской империй, находящихся накануне тяжёлых испытаний, ниспосланных историей.
М. Покачалов также обращал внимание, что образ Рима, данный в повести Брюсова, тройственный. С одной стороны, это ещё живой античный Рим, сохранившийся как в материальных объектах, так и в памяти живых носителей духа античности. Руины Рима, сокрушённого варварскими племенами и христианами-византийцами, — это отрицание всего того, что Рим воплощал собой. Наконец, третий Рим — сознания Марии, — обращён в будущее. Собственно, образ безумицы Марии является закономерным развитием героинь «Алтаря Победы» (пророчицы Реа) и «Юпитера поверженного» (Сильвии). По мнению исследователя, повесть выразила борение Брюсова-учёного и Брюсова-писателя. Системой образов «Реи Сильвии» он сокрушил собственную концепцию бессмертия культур и вечной системы ценностей. Всё содержание текста гласит — погибшая цивилизация не возродится. Символом античного Рима были сыновья Реи Сильвии Ромул и Рем, однако её безумная проекция выкидывает окровавленный комок, демонстрируя невозможность возврата к прежнему величию. Мария — дитя кризисной эпохи, путает Нуму и Одоакра и принимает беглого юношу-гота за бога Марса. Смешение исторического и мифологического времени в умах демонстрирует подлинную величину упадка культуры. Вероятно, это передавало и личные чувства Брюсова, который воспринимал смену типа культуры как личную трагедию. Вероятно, его разочарование в движении символистов выразилось и в демонстрации бесплодности и даже гибельности смешения мифотворчества с жизнетворчеством.

## Издания
- Рея Сильвия: Повесть из жизни VI в.; Элули, сын Элули : Рассказ о древ. финикийце. — М. : Универс. б-ка, 1916. — 63 с. — (Универсальная библиотека; № 1209).
- Рея Сильвия: Повесть из жизни VI века // Повести и рассказы / Сост., вступ. статья и примеч. С. С. Гречишкина и А. В. Лаврова. — М. : Сов. Россия, 1983. — С. 260—284. — 368 с.
- Проза / Иллюстрации Г. Біетнера. — М. : Библиосфера, 1997. — Т. 3: Юпитер поверженный; Огненный ангел : Романы; Рея Сильвия : Повесть. — 494 с. — ISBN 5-89217-013-6.